# The Girl (film 1987)
The Girl è un film britannico-svedese del 1987 diretto da Arne Mattsson.